# Sebastian Franck
Sebastian Franck (Donauwörth, Baviera, 20 de enero de 1499 - Basilea, Suiza, h. 1543) fue un librepensador, humanista y reformador radical alemán.
Franck nació en Donauwörth por lo que se llamaba a sí mismo Franck von Word. Se matriculó en la Universidad de Ingolstadt el 26 de marzo de 1515 y después estuvo en el Colegio de Belén, incorporado a la Universidad como una institución de los dominicos en Heidelberg. Aquí conoció a Martín Bucero y Martin Frecht, con quienes acudió probablemente a la conferencia de Augsburgo en octubre de 1518.
Originalmente ordenado sacerdote, en 1525 Franck entró en el partido reformado en Núremberg y se convirtió en predicador en Gustenfelden. Su primera obra fue una traducción al alemán (con adiciones) de la primera parte del Diallage (o Conciliatio locorum Scripturae), dirigida contra los sacramentarios y anabaptistas por Andreas Althamer, luego diácono de San Sebaldo en Núremberg. El 17 de marzo de 1528 se casó con una dama adinerada, cuyos hermanos, alumnos de Alberto Durero, habían tenido problemas por sus tendencias anabaptistas. En el mismo año escribió un tratado contra la embriaguez. En 1529 publicó una versión libre de la Suplicación de los mendigos, escrito en el extranjero por Simon Fish. Franck, en su prefacio, dice que el original estaba en inglés; en otro lugar afirma que estaba en latín; no se ha demostrado la teoría de que su alemán era realmente el original.
El avance en sus ideas religiosas le llevó a buscar el ambiente más libre de Estrasburgo en el otoño de 1529. Para su traducción (1530) de una Crónica y descripción de Turquía en latín (Turkenchronik), por un cautivo transilvano, que había tenido un prefacio de Lutero, añadió un apéndice considerando a los turcos en muchos aspectos como un ejemplo para los cristianos. En lugar de las restricciones de las sectas luterana, zuingliana y anabaptista, sustituyó la visión de una iglesia espiritual invisible, universal en sus pretensiones. Permaneció fiel a este ideal. 
En Estrasburgo comenzó su amistad con Kaspar Schwenkfeld. Aquí publicó en 1531 su obra más importante, la Chronica, Zeitbuch und Geschichtsbibel, en gran medida una compilación sobre la base de la Crónica de Núremberg (1493), y en este tratado sobre las cuestiones sociales y religiosas conectaba con la Reforma, mostrando una fuerte simpatía por los «herejes» e imparcialidad hacia todas las clases de libertad de opinión. Como historiador alemán, es un antecesor de Gottfried Arnold. Expulsado de Estrasburgo por las autoridades, después de una breve privación de libertad en diciembre de 1531, intentó ganarse la vida en 1532 en Esslingen, trasladándose en 1533 en busca de un mercado mejor a Ulm, donde el 28 de octubre de 1534 fue admitido como un burgués.
Su Weltbuch, un suplemento a su Chronica, fue impreso en Tubinga en 1534. La publicación, en el mismo año, de la Paradoxa le causó problemas con las autoridades. Se dejó sin efecto una orden para su expulsión a condición de que prometiera, en el futuro, someter sus obras a la censura. Interpretó que esto no se refería a las obras que saliesen a luz fuera de Ulm, por lo que publicó en 1538 Guldin Arch en Augsburgo y Germaniae chronicon en Fráncfort, con el resultado de que tuvo que dejar Ulm en enero de 1539. Parece que a partir de entonces no tuvo domicilio fijo. En Basilea encontró trabajo como impresor, y fue probablemente allí donde murió en el invierno de 1542–1543. Había publicado en 1539 Kriegsbuchlein des Friedens, Schrifftliche und ganz grundliche Auslegung des 64. Psalms y Das verbutschierte mit sieben Sieglein verschlossene Buch (un índice bíblico mostrando las incongruencias de las Escrituras). En 1541 publicó Spruchwörter (una colección de proverbios) y en 1542 una nueva edición de Paradoxa y algunas obras menores.
Franck combinó la pasión del humanista por la libertad con la devoción mística a la religión del espíritu. Lutero le consideraba despreciativamente como un portavoz del diablo. Martin Frecht de Núremberg le persiguió con amargo celo. Pero su ánimo no le falló, y en sus últimos años exhortó, en una carta pública en latín, a su amigo Johann Campanus a que mantuviera la libertad de pensamiento frente al cargo de herejía. Franck llegó a creer que Dios se comunica con los individuos a través de una porción de la divinidad que permanece en cada ser humano. Desdeñó la institución humana de la Iglesia y creía que la teología no podía pretender con propiedad dar expresión a este mundo interior de Dios en el corazón del creyente. Por ejemplo, Franck escribió: «Para sustituir las Escrituras para el Espíritu autorrevelado es poner la letra muerta en el lugar del Mundo viviente...».

## Obras

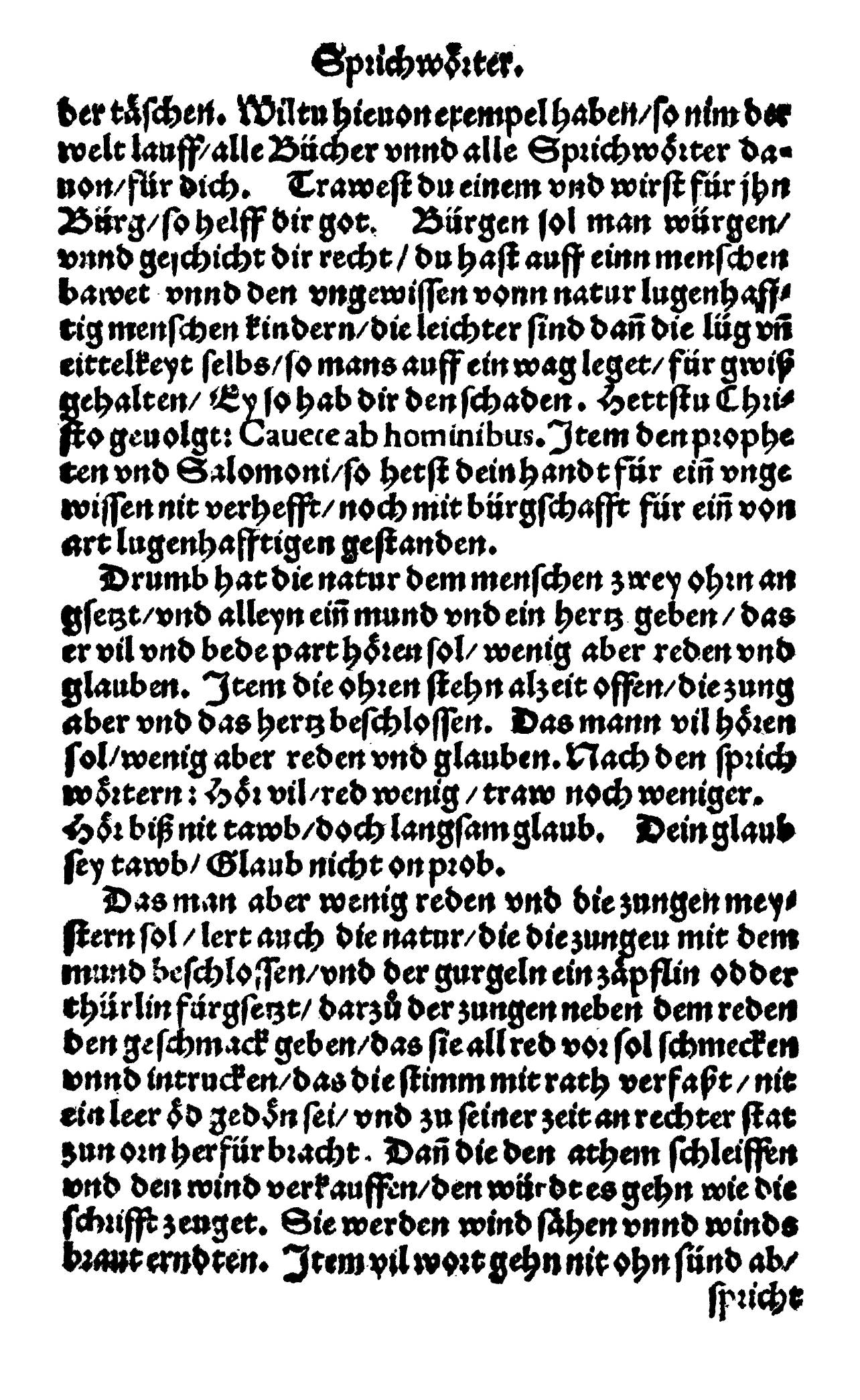
Sprichwörter, schöne, weise, herrliche Klugreden, 1541.

- Carta autobiográfica a Johann Campanus (1531)
- Weltbuch (1534)
- Crónica de Alemania (1538)
- Arco Dorado (1538)
- Una crónica universal de la historia del Mundo de los primeros tiempos a la actualidad
- Libro de las Épocas
- Crónica y descripción de Turquía
- Paradoxa (1534)
- Prefacio y traducción al alemán del Diallage de Althamer
- Siete libros sellados (1539)
- El árbol del conocimiento del Bien y del Mal
- Traducción con añadidos del Elogio de la locura de Erasmo
- La vanidad de las artes y las ciencias